# Черна щука
Черните щуки (Esox niger) са вид актиноптери от семейство Щукови (Esocidae).
Разпространени са в сладководни басейни в източната част на Северна Америка. Те са незастрашен вид.
Таксонът е описан за пръв път от Шарл Александр Льосюйор през 1818 година.